# Serenus Sammonicus
Serenus Sammonicus (szerénusz szammonikusz) (? – 212), római polihisztor.
Quintus Serenus Sammonicus apja, Nigidius Figulus és az idősebb Plinius követője volt. Művei nem maradtak fenn, írásaiból csak töredékeket ismerünk. Res conditae (Titkos dolgok) című kötete érdekességek gyűjteménye volt, Macrobius forrásai közé tartozott. Közel állt Septimius Severus császár köreihez, Caracalla ölette meg.